# Regie patenti
Le regie patenti o reali patenti furono atti ufficiali, leggi o decreti, emanati dal sovrano del Regno di Sardegna, per permettere la nascita di progetti di ampio respiro riguardo ad ambiti di particolare rilevanza per lo Stato.

## Esempi
Per esempio, le regie patenti del 13 luglio 1814 sancirono la nascita dell'Arma dei carabinieri, Il Corpo forestale dello Stato trae le sue origini nelle Regie patenti di re Carlo Felice di Savoia che il 15 ottobre del 1822 costituì l'amministrazione forestale per la custodia e la tutela dei boschi, mentre le regie patenti del 21 settembre 1828 vietarono la caccia allo stambecco nei territori del Regno di Sardegna, dando una prima forma di protezione involontaria al territorio che diventerà del Parco nazionale del Gran Paradiso salvando di fatto lo stambecco dall'estinzione..
Il 22 ottobre 1824 sempre il Re Carlo Felice approvò il “Piano di Organizzazione della Compagnia Operaj Guardie del Fuoco per la Città di Torino”, composta di 43 uomini, con sede al Palazzo Municipale. La “Compagnia Operaj Guardie a Fuoco”, era composta da 1 Capitano, 1 Tenente, 2 Sergenti, 8 Caporali, 30 Operai Guardie e 1 Trombetta.